# Willem Bouwmeester

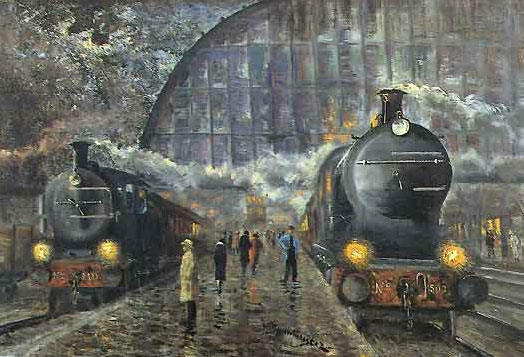
Treinen op Amsterdam CS bij avond door Willem Laurens Bouwmeester (1874-1939)

Willem Laurens Bouwmeester (Zelhem, 14 januari 1874 - Doetinchem, 21 november 1939) was een Nederlandse historicus en kunstschilder.

## Leven en werk
Bouwmeester werd in 1874 geboren als zoon van het hoofd der school Johannes Cornelis Bouwmeester en van Swaantje Mantel. Hij studeerde aan de faculteit Letteren van de Universiteit van Amsterdam. Hij promoveerde aldaar in 1903 op een proefschrift over het klooster Bethlehem bij Doetinchem. In 1902 werd hij benoemd tot leraar aardrijkskunde en geschiedenis aan het gymnasium van Doetinchem. Vanaf 1921 was hij tevens conrector van deze school. Hij publiceerde regelmatig over historische zaken. Hij was als columnist verbonden aan de Graafschapbode, waarvoor hij wekelijks stukken in het dialect van de Achterhoek schreef. Bouwmeester was ook medeoprichter van de Oudheidkundige Vereniging De Graafschap.
In 1911 schreef hij De ontwikkeling van Nederlands landschappen, een historisch-geografische handboek, waardoor hij, naast Roelof Schuiling en Hendrik Blink, gezien kan worden als een pionier in de historische geografie van de Nederlandse zandgebieden.
Naast zijn beroepsmatige bezigheden was Bouwmeester kunstschilder. Hij schilderde en tekende vooral landschappen. Hij liet zich bij zijn werk inspireren door spoorwegen en treinen in het landschap. In opdracht van de Nederlandse Spoorwegen vervaardigde hij voor het hoofdkantoor in Utrecht een schilderij. Vijftien van zijn schilderijen en dertien tekeningen bevinden zich in de collectie van het Nederlands Spoorwegmuseum te Utrecht.
Bouwmeester trouwde op 14 juli 1908 met de burgemeestersdochter Trijntje Stam uit Oudendijk. Hij overleed in 1939, het jaar van zijn pensionering, in zijn woonplaats Doetinchem op 65-jarige leeftijd.